# Obywatel świata (альбом)
Obywatel świata (Громадянин світу) — альбом Ґжеґожа Цеховского під псевдонімом Obywatel G.C., виданий у 1992 році на студії звукозапису Arston. По новелі Ґжеґожа Цеховского на кіностудії Studio filmowe Perspektywa було знято однойменний фільм.

## Список композицій

### Сторона A
1. «Obywatel świata» — 4:18
2. «Piosenka dla Weroniki» — 4:36
3. «Nigdy nie mów na zawsze» — 4:54
4. «Powoli spadam» — 5:31

### Сторона B
1. «Witajcie w zoo» — 5:18
2. «Umarła klasa» — 4:29
3. «Za późno wysłałaś list» — 5:07
4. «Tobie wybaczam» — 7:04

## Автори

### Музиканти
- Ґжеґож Цеховський — клавішні інструменти, вокал
- Мацей Хрибовіч — електрогітара (2,7), акустична гітара (2,6,7)
- Марцін Отрембскі — електрогітара (1,3,4,6)
- Збігнев Кживанський — електрогітара (8)
- Кшиштоф Сцеранський — бас-гітара (1,2,6,7)
- Лешек Біолік — бас-гітара (8)
- Збігнев Веґехаупт — контрабас (4)
- Хосе Торрес — перкусія (8)
- Стівен Еллері — саксофон (8)
- Вальдемар Курпінський — кларнет (4)
- Роберт Маєвскі — труба (1,2,3)
- Славомір Цесельський — перкусія (8)
- Амадеуш Маєрчик — перкусія (7)
- Кая — вокал (3,4,6,7)
- Малґожата Потоцка — вокал (1,2)
- Борис Сомершаф — фортепіано (8), вокал (5,8)
- Лех Камінський — костельний орган (8)
- Струнний квартет в складі:
  - Пйотр Ґрабович
  - Марек Янковський
  - Шимон Садовський
  - Анджей Саросєк

### Персонал
- Лех Камінський — реалізація запису
- Єжи Толяк — загальне керівництво
- Анджей Светлік — фото
- Piekarski Design — графічний проєкт